# هیاهو (فیلم ۲۰۲۳)
هیاهو (انگلیسی: Commotion) (به هندی: Bawaal) فیلم هندی درام عاشقانه هندی-زبان، محصول سال ۲۰۲۳ است که کارگردانی آن بر عهده نیتش تیواری بود. بازیگران اصلی فیلم وارون دهاوان و جانوی کاپور هستند که نقش زن و شوهری را بازی می‌کنند که در زندگی گرفتار مشکلاتی شده‌اند.
فیلمبرداری از ماه آوریل ۲۰۲۲ تا ماه اوت همان سال در چند کشور انجام گرفت.

## تولید
فیلمبرداری در ماه آوریل ۲۰۲۲ شروع شد و برداشت‌های مختلف فیلم در بمبئی، کان‌پور، لکهنؤ، پاریس، برلین، آمستردام، کراکوف، ورشو و در بخش‌هایی از لهستان انجام گرفت. ساجد نادیادوالا اعلام کرد که فیلمبرداری در ماه اوت ۲۰۲۲ خاتمه پیدا کرد.